# Cabo Sata
O Cabo Sata (佐多岬 ([Sata Misaki] Erro: {{japonês}}: o texto tem marcação itálica (ajuda))) é um cabo localizado no extremo sul da península de Osumi na ilha de Kyushu no Japão, e é o ponto mais meridional da ilha, um pouco a sul da latitude 31º N.
Em 1871 construiu-se um farol no cabo, projetado pelo escocês Richard Henry Brunton.
O livro de Alan Booth "The Roads to Sata", publicado em 1986, descreve em detalhe a viagem do autor desde o cabo Sōya, no extremo norte de Hokkaido, até o cabo Sata.